# Robert Esnault-Pelterie
Robert Esnault-Pelterie (Parigi, 8 novembre 1881 – Ginevra, 6 dicembre 1957) è stato un ingegnere francese.
È stato un pioniere dell'aeronautica francese progettista e teorico del volo spaziale.
È considerato uno dei fondatori della moderna missilistica e astronautica, insieme con il russo Konstantin Tsiolkovsky, il tedesco Hermann Oberth e l'americano Robert Goddard.

## Biografia
Nacque a Parigi da una famiglia imprenditrice nel campo tessile. Frequentò la Faculté des Sciences, dedicandosi agli studi ingegneristici alla Sorbonne.
Partecipò alla prima guerra mondiale e fu nominato Ufficiale della Légion d'Honneur.

## Primi esperimenti in aeronautica
I suoi primi esperimenti di aviazione furono basati sull'aliante dei fratelli Wright nel 1902. Il suo primo progetto di aliante fu provato su una spiaggia nei pressi di Calais, ma non ebbe successo. Il suo aliante era basato su una incompleta comprensione del velivolo dei Wright, e pur adottando il principio della deformazione alare che sarebbe poi diventato noto come svergolamento alare e che i fratelli Wright avevano usato per controllare il loro aereo, il sistema non funzionò correttamente e fu abbandonato, in quanto da lui considerato pericoloso. Dopo aver abbandonato l'approccio dei fratelli Wright, sviluppò il concetto di aileron, montando una coppia di superfici di controllo davanti alle ali. 

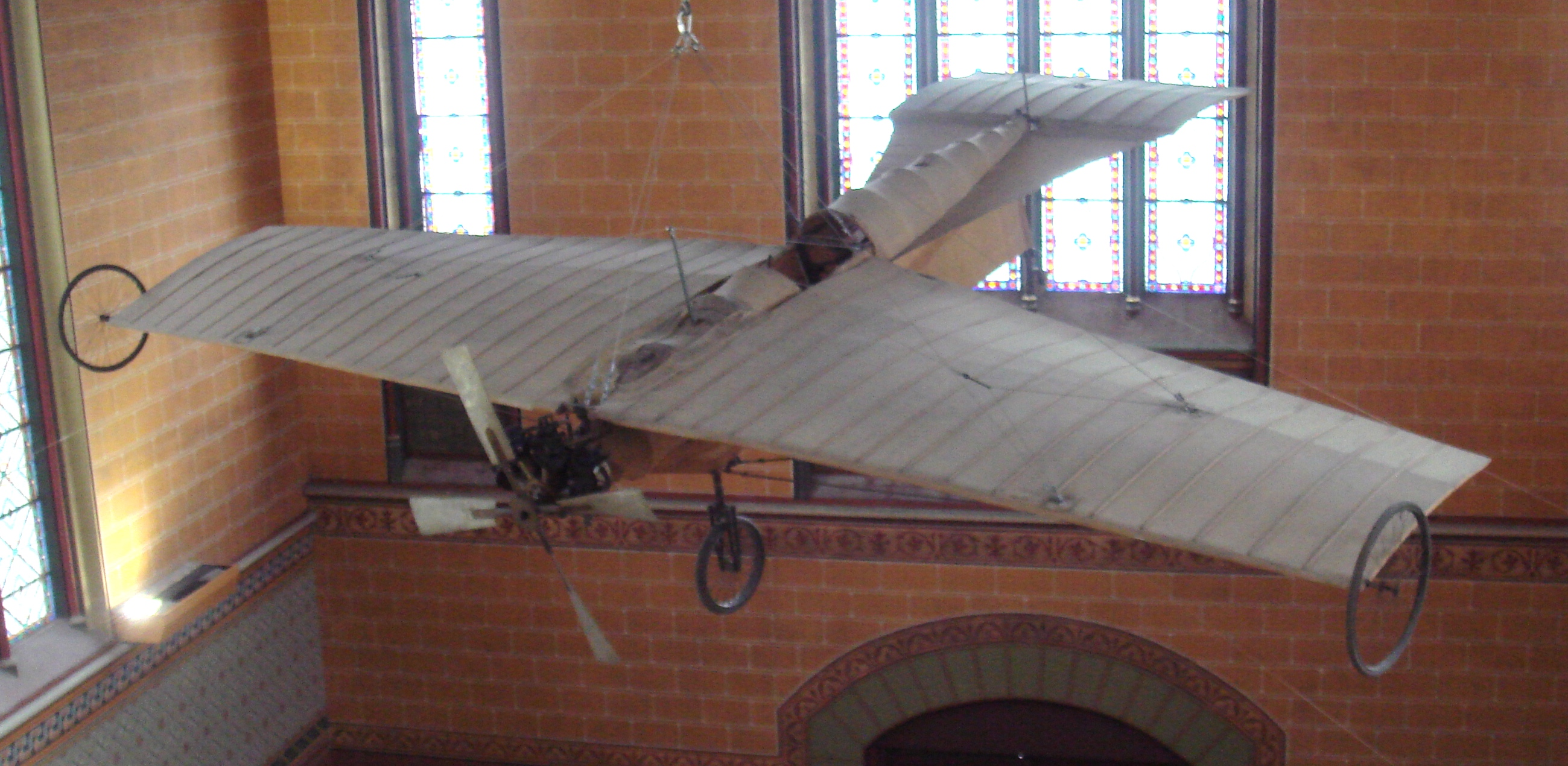
Il monoplano Esnault-Pelterie R.E.P. 1 del 1906 al museo Arts et Métiers a Parigi.

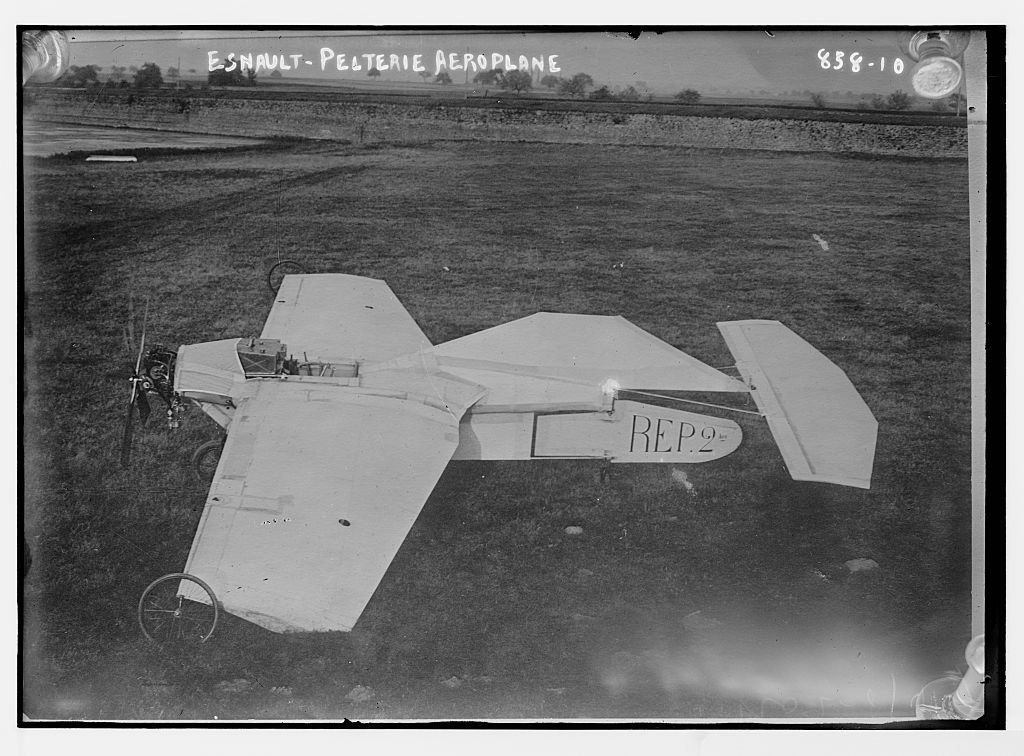
Il monoplano Esnault-Pelterie R.E.P. 2 in una cartolina del 1908.

Il 19 settembre 1906 in volo trainato percorse 500 metri ed il 10 ottobre 1907 fece il suo primo volo a motore su una distanza di 100 metri con il Pelterie I (o R.E.P. 1), dotato di un motore a sette cilindri, di 30 hp raffreddato ad aria di sua progettazione. Gli esperimenti del suo monoplano Pelterie II (o R.E.P. 2) iniziarono l'8 giugno 1908, stabilendo un record con un volo di 1200 m, ad un'altitudine di 30 m. Una versione modificata di questo monoplano volò per l'ultima volta nel 1909 a Reims, quando Pelterie smise di volare e si concentrò sullo sviluppo e sulla produzione di velivoli. 
Il monoplano R.E.P. Vickers era basato sui suoi progetti e segnò l'inizio della produzione di aerei per quella che divenne in seguito la Vickers Limited.

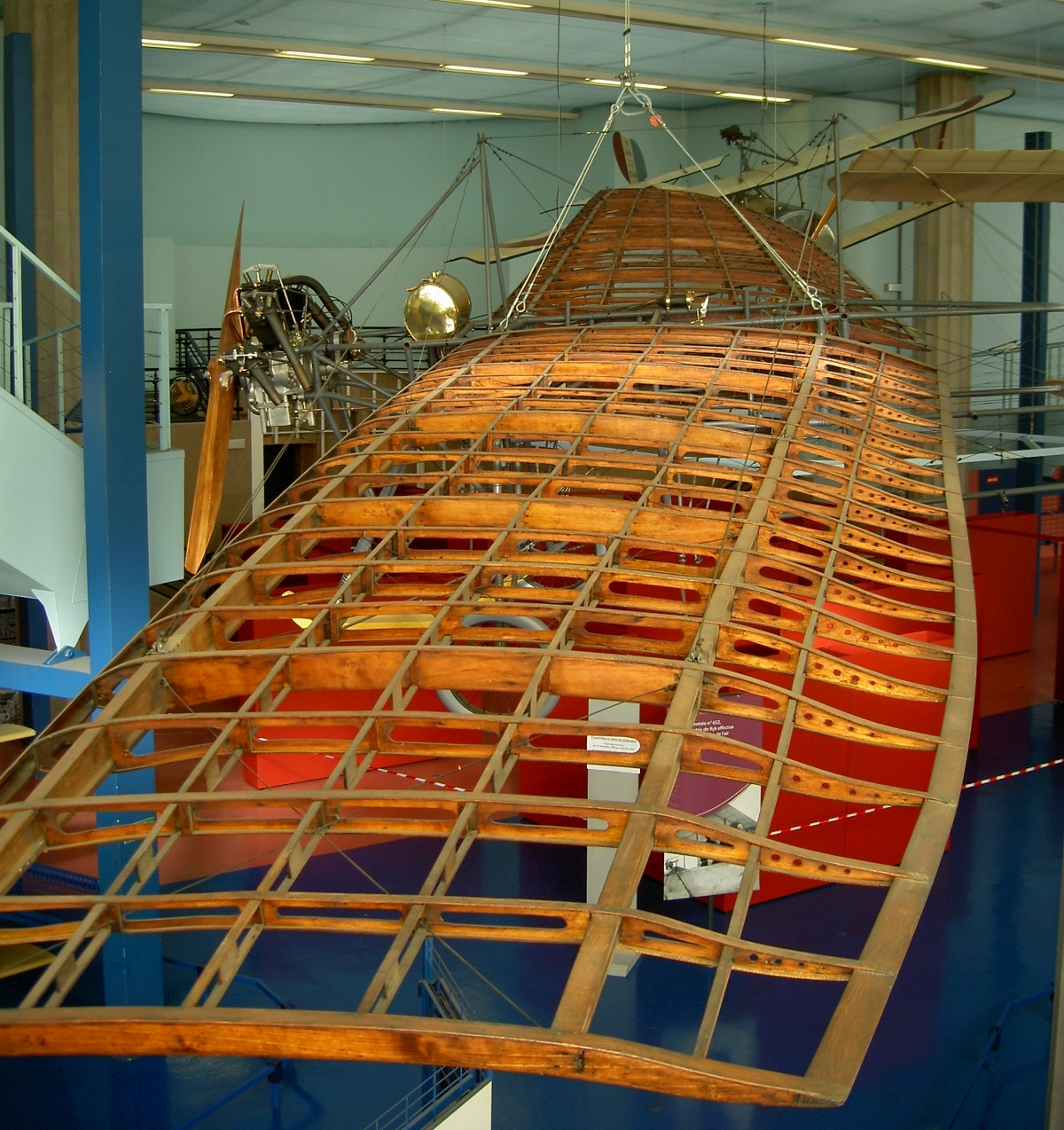
La struttura alare del monoplano R.E.P. D, del 1911.

La sua famiglia aveva investito pesantemente per finanziare i suoi progetti e questo li aveva lasciati quasi finanziariamente in rovina. Tuttavia, con l'invenzione ed il brevetto della cloche per il controllo del volo, anche se dopo la guerra il suo brevetto fu messo in discussione, grazie alle royalties dovutegli dalle aziende aeronautiche dopo aver vinto le controversie giudiziarie sul brevetto, divenne un uomo ricco, il che gli permise di rimborsare l'investimento di suo padre.

### Motori aeronautici
Esnault-Pelterie ha progettato e costruito i suoi motori aeronautici, vendendoli con il suo acronimo R.E.P. Il primo progetto era caratterizzato da sette cilindri con una potenza di 30 cavalli vapore britannici (22 kW). Il progetto del modello successivo si consolidò con quattordici cilindri fornendo una potenza di 60 cavalli vapore britannici (45 kW).

## Missilistica
Pur non conoscendo gli studi del 1903 di Tsiolkovsky ed essendo interessato ai voli nello spazio, nel 1913 pubblicò il suo studio sull'equazione del razzo calcolando l'energia richiesta per raggiungere la luna ed altri pianeti vicini. In questi studi proponeva l'uso di energia nucleare, usando 400 kg di radium per alimentare un veicolo interplanetario. I suoi studi furono pubblicati nel 1930 con il titolo L'Astronautique. Una successiva versione venne pubblicata nel 1934 aggiungendo dettagli per i viaggi spaziali ed applicazioni con l'energia nucleare.
 
L'8 giugno 1927 presentò ad un simposio della società Astronautica francese la sua pubblicazione intitolata L'exploration par fusées de la très haute atmosphère et la possibilité des voyages interplanétaires, avendo come oggetto l'esplorazione spaziale usando la propulsione a razzo. Il pioniere dell'astronautica francese Jean-Jacques Barré, in seguito a questa conferenza, ebbe una continua corrispondenza con Esnault-Pelterie sugli studi dei razzi. Nel 1929 propose l'idea del missile balistico per i bombardamenti militari. Nel 1930, Esnault-Pelterie e Barré persuasero il Ministero della Guerra francese a finanziarne lo studio. Nel 1931, sperimentarono diversi tipi di sistemi di propulsione per razzi includendo i propellenti liquidi, presentando una dimostrazione di una razzo propulso con benzina ed ossigeno liquido. Durante un esperimento con un razzo progettato per usare come propellente il composto tetranitrometano, Esnault-Pelterie perse tre dita della sua mano destra durante un'esplosione, concludendo così l'interesse missilistico francese dell'epoca.

## Brevetti
Durante la sua vita, con le sue invenzioni ha ottenuto circa 120 brevetti in molti campi scientifici, dalla metallurgia alle sospensioni automobilistiche. Oltre al brevetto sul joystick, inventò un nuovo tipo di pompa aeronautica per il carburante e sviluppò inoltre l'idea di manovrare i razzi con getti orientabili.

## Onorificenze
- Membro della Accademia di Francia.
- Il cratere Esnault-Pelterie sulla Luna è stato denominato in suo onore.

## Pubblicazioni
- L'Astronautique, Paris, A. Lahure, 1930.
- L'Astronautique-Complément, Paris, Société des Ingénieurs Civils de France, 1935.